# Коленда, Юрген
Юрген Коленда (нем. Jürgen Kolenda; род. 14 апреля 1961 года) — западно-германский пловец в ластах.

## Карьера
Чемпион мира, многократный призёр чемпионатов мира.
Восьмикратный призёр чемпионатов Европы.
В отсутствии советских пловцов стал 11-кратным победителем Всемирных игр.
В январе 1984 года он был удостоен высшей спортивной награды Германии — Серебряного Лаврового Листа.

## Вне спорта
В 1980 году поступил на физический факультет Свободного Университета Берлина.

## Ссыдки
- Юрген Коленда